# Spergularia tasmanica
Spergularia tasmanica är en nejlikväxtart som först beskrevs av Nils Conrad Kindberg, och fick sitt nu gällande namn av L.G.Adams. Spergularia tasmanica ingår i släktet rödnarvar, och familjen nejlikväxter. Inga underarter finns listade i Catalogue of Life.